# Plaza Pedro del Castillo
La Plaza Pedro del Castillo es un espacio público verde de la ciudad de Mendoza, en Argentina. Se encuentra en el lugar donde fue fundada la vieja ciudad de Mendoza en el siglo XVI. Fue epicentro de la vida religiosa y social hasta el 20 de marzo de 1861, cuando un gran terremoto destruyó gran parte de la edificación colonial que se encontraba en torno a la plaza, lo que motivó la construcción de la Ciudad Nueva, en la zona de la antigua Hacienda de San Nicolás, a 1 kilómetro al sudoeste del área fundacional. En 1993, fue inaugurada la puesta en valor de esta plaza, junto al Museo del Área Fundacional, las Ruinas de San Francisco, una cámara subterránea y la sección adyacente del Parque O'Higgins.

## Historia

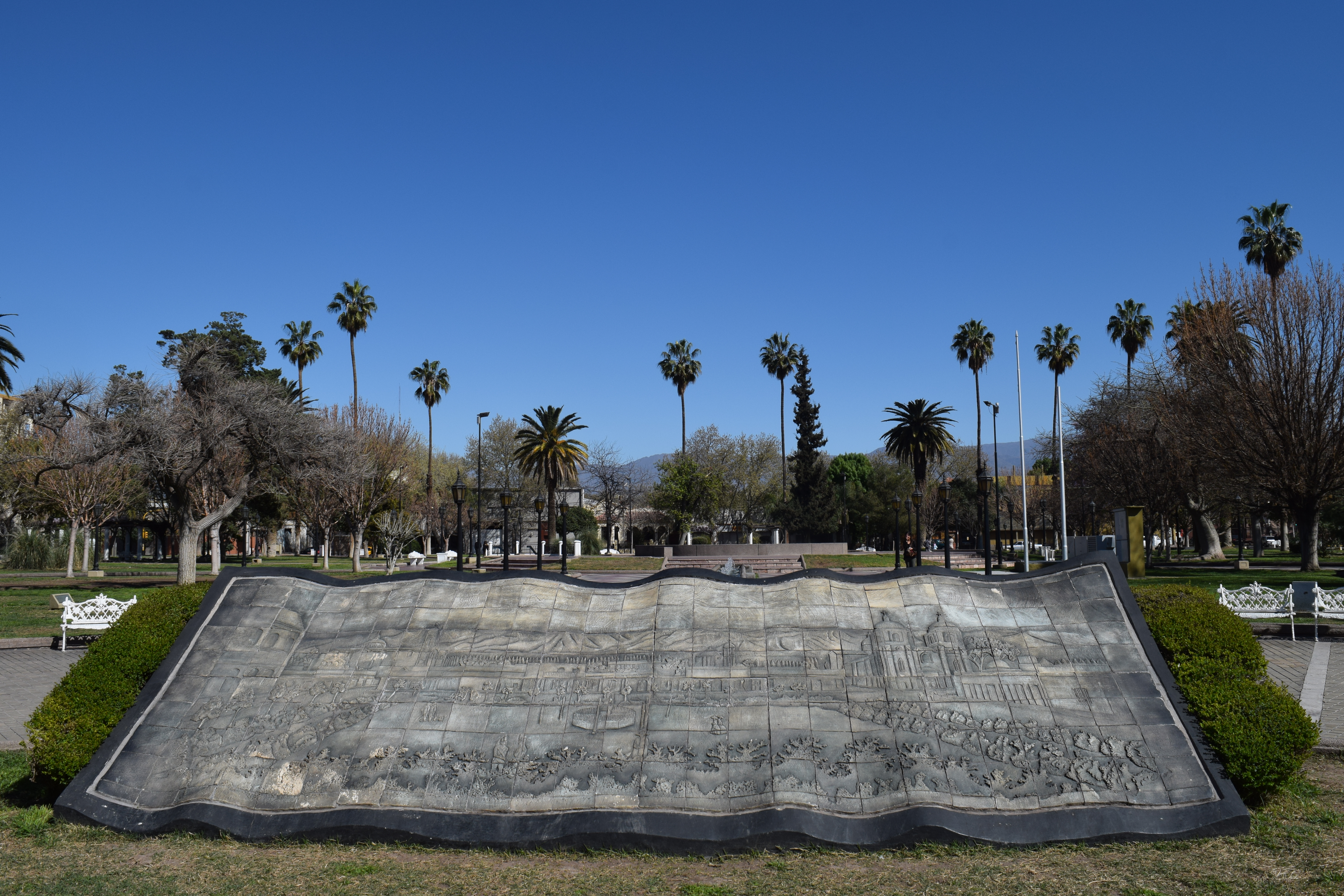
Mural que recuerda la antigua plaza colonial antes de la destrucción por el terremoto de 1861.

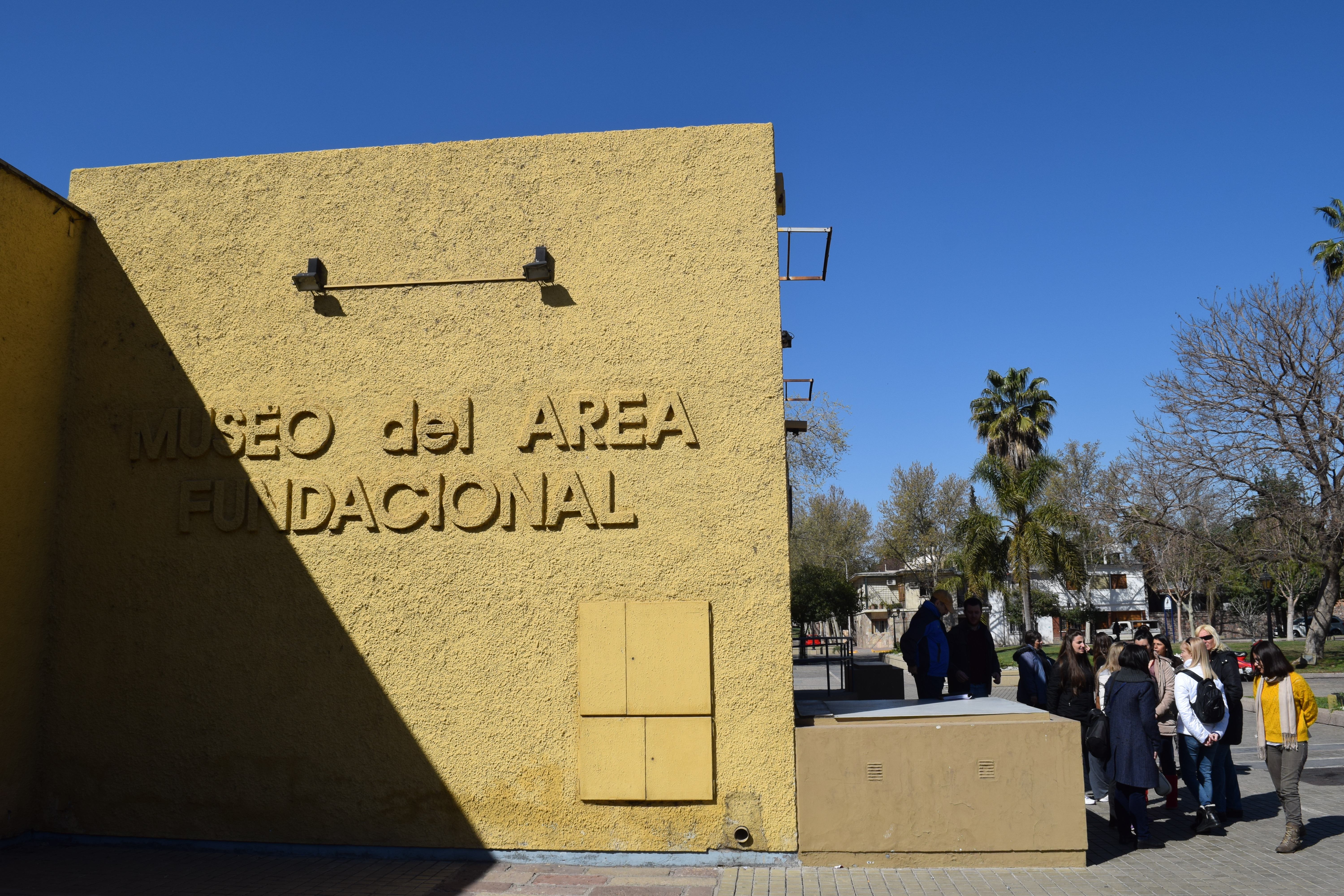
El Museo del Área Fundacional se encuentra en uno de los extremos de la plaza.

El 22 de febrero de 1561, Pedro del Castillo llega al valle de Huentata y toma posesión de la comarca. El 2 de marzo, funda la ciudad denominándola "Ciudad de Mendoza del Nuevo Valle de La Rioja", sobre la margen este del canal conocido actualmente como Cacique Guaymallén. La ciudad quedó bajo jurisdicción de la Capitanía General de Chile. El 28 de marzo de 1562, es trasladada al oeste del canal Cacique Guaymallén, este emplazamiento se corresponde con la posición actual de la plaza Pedro del Castillo. El traslado fue realizado por Juan Jufré.
Durante la segunda década del siglo XIX, la plaza poseía una doble hilera de tamarindos, relativamente bajos, los cuales formaban un marco al espacio central. En el centro presentaba una vieja fuente que surtía de agua a todos los habitantes de la ciudad. La modesta pila de agua estaba rodeada de faroles que iluminaban en las primeras horas de la noche el centro de la antigua ciudad de Mendoza. En cercanías de la plaza se encontraban cuatro grandes templos, todos ellos proezas arquitectónicas de la época: la Iglesia Matriz, dedicada a Nuestra Señora de la Candelaria; la Iglesia de Santo Domingo, la Iglesia de San Agustín, el convento de Santa Mónica y la Iglesia de San Francisco, dedicada a la Inmaculada Concepción y de la que aún quedan ruinas.
Entre 1814 y 1817, la ciudad de Mendoza fue el punto donde se preparó el Cruce de los Andes liderado por el general don José Francisco de San Martín. En este plaza, San Martín y su ejército proclamaron públicamente el patronazgo de la Virgen del Carmen de Cuyo. También fue aquí donde se recibieron las primeras noticias de las acciones de la campaña libertadora: Chacabuco, Cancha Rayada y Maipú. 
En 1818 y 1820 fueron ejecutados, en el lugar donde se localiza esta plaza, los hermanos Luis y Juan José Carrera y José Miguel Carrera, respectivamente, patriotas y próceres de la independencia de Chile.
El 20 de noviembre de 1855, se lleva a cabo la jura de la primera Constitución de la provincia de Mendoza en esta plaza.
El 20 de marzo de 1861 se produce un gran terremoto que destruye gran parte de las construcciones coloniales que se encontraban en los alrededores de la plaza, dejándola cubierta de escombros. Como consecuencia del hecho, la ciudad de Mendoza es refundada a 1 kilómetro al sudoeste de la plaza. En el lugar donde se encontraba el Cabildo,   funcionó a partir 1877 el Matadero de la ciudad y entre los años 1930 y 1989 la feria municipal.
El 20 de febrero de 1993, se iniciaron las obras de recuperación y puesta en valor del área Fundacional de la vieja ciudad de Mendoza, que incluía a la plaza Pedro del Castillo, al museo propiamente dicho, las Ruinas de San Francisco, una cámara subterránea y la sección adyacente del parque O'Higgins.
La plaza cuenta con una variada vegetación entre la que se destacan diversas palmeras traídas desde las Islas Canarias en España, desde Brasil y desde la provincia de Misiones, en Argentina.